# Steamexfire

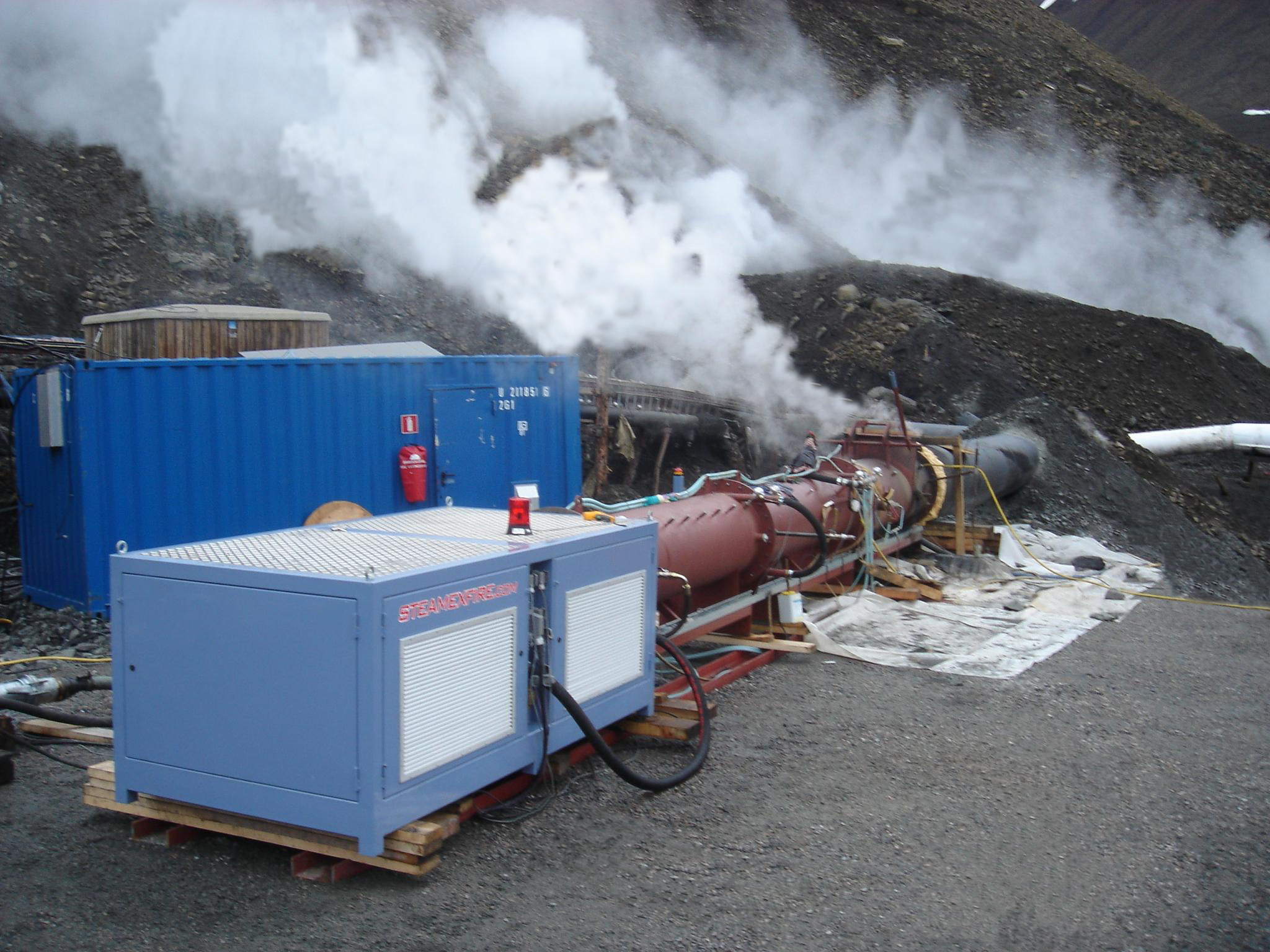
Een Steamexfire in actie op Spitsbergen

Een Steamexfire is een merknaam voor een brandblusapparaat dat geschikt is voor het blussen van branden in zeer grote gesloten of ondergrondse ruimten, zoals mijnen en tunnels. Het apparaat werkt door grote hoeveelheden zuurstofarme lucht en stoom in de te blussen ruimte te pompen met behulp van een straalmotor. Het apparaat werd uitgevonden door de Nederlander Michel Kooij.

## Werking van het apparaat
De Steamexfire is uitgerust met een straalmotor. Deze straalmotor comprimeert de aangezogen lucht. Deze gecomprimeerde lucht wordt vermengd met kerosine. Dit mengsel wordt tijdens het opstarten van de straalmotor door de bougie ontstoken, waardoor het verbrandt. De warme lucht stroomt langs de turbineschoepen. Als de lucht langs deze schoepen stroomt, zet deze uit. Hierdoor gaan de turbineschoepen draaien. Deze zijn met een as verbonden aan de compressorschoepen. Hierdoor wordt het hele proces continu in werking gehouden. 
De lucht die in de straalmotor gezogen wordt, bevat ongeveer 21% zuurstof. Bij het verlaten van de straalmotor bevat de lucht nog maar 17% zuurstof. De lucht stroomt vanuit de straalmotor een buis in. In de buis zit een ring met kleine gaatjes. Dit is de brandstofinjectiering. Als de naverbrander wordt ingeschakeld stroomt door deze kleine gaatjes de kerosine de buis in. Deze kerosine vermengt zich met de warme lucht (ongeveer 1200 °C). Ook hier wordt de bougie gebruikt om het mengsel te ontsteken. De vlam die dan ontstaat is ongeveer 6 meter lang. Om de hitte die deze vlam produceert op te kunnen vangen is de buis dubbelwandig en gekoeld met water dat tussen de wanden stroomt. De buis van een Steamexfire is opgebouwd in compartimenten. Als het ene compartiment gevuld is met water, dan stroomt het via een slang het volgende compartiment in. Uiteindelijk stroomt het water het laatste compartiment in. Hier wordt het met behulp van een ring met gaatjes het water geïnjecteerd. Het water verdampt door de warmte van de naverbrandervlam meteen tot stoom. De naverbrandingsvlam zorgt er ook voor dat het hete gas dat uit de straalmotor komt zuurstofarm wordt. De stoom heeft een zuurstofverdrijvend effect door het toegevoerde volume. Een liter water levert ongeveer 1,7 m3 stoom op. Een Steamexfire kan tot ongeveer 25 m3 stoom en zuurstofarm gas per seconde produceren. Een Steamexfire systeem is vergelijkbaar met de GAG-unit gebruikt voor het blussen van de mijnbrand van Pike River Coal Mining.

## Blussen van mijnbranden
Wereldwijd ontstaan regelmatig branden in kolenmijnen. Het blussen van een dergelijke brand met conventionele middelen is zeer tijdrovend en kostbaar. In 2005 werd voor het eerst een mijnbrand geblust met een Steamexfire. Deze brand, in de Zuid-Afrikaanse Goedehoop steenkolenmijn, was met conventionele middelen niet te blussen en zou volgens deskundigen ongeveer 10 maanden blijven woeden. Door toepassing van de Steamexfire kon de brand echter in 6 dagen worden geblust. Later in 2005 werd ook een kolenmijn op het Noorse eiland Spitsbergen geblust met een Steamexfire. Inmiddels wordt het apparaat wereldwijd ingezet bij de bestrijding van mijnbranden.